# Crnogorski književni urbanitet
„Crnogorski književni urbanitet” je knjiga crnogorskog pisca i književnog kritičara Borislava Jovanovića koja je, u izdanju Centralne narodne biblioteke „Đurđe Crnojević” iz Cetinja, štampana 2005. godine.

## Na prelazu milenijuma
Knjiga sadrži eseje, prikaze i članke iz „crnogorske nacionalne literature na prelazu milenijuma”, publikovanih od 1997. do 2005. u dnevnom listu „Pobjeda” i magazinu „Crnogorski književni list” u okviru Jovanovićevih kolumni Libroskopija i Imenovanje knjige, te njegovu zasebnu studiju o crnogorskoj postmoderni štampanu u časopisu za kulturu „Plima plus” (Br.46, Ulcinj, leto 2004.). Ona je svojevrsna hronologija samospoznaje Crnogoraca u književnoj, kulturološkoj, te posledično i političkoj ravni na prelazu milenijuma koja će 21. maja 2006. u konačnom rezultovati obnovom nezavisnosti Crne Gore.

## Crnogorska postmoderna
„Crnogorski književni urbanitet” obuhvata prikaze knjiga najreferentnijih crnogorskih pisaca, te manji broj prikaza crnogorskih esejističara, filozofa i istoričara koji su svi skupa, gotovo ilegalno, knjige objavljivali 1990-ih (u doba SRJ) u teškim uslovima negiranja crnogorske nacionalne samobitnosti, koja je uključivala potiranje crnogorske kulture (citati izvorno):
- „Najveći dio značajnih crnogorskih pisaca, stavljenih tada skoro van zakona, opredjelio za eliotovski koncept literature po kojem je ’moje tijelo vjetar’... Crnogorski pisci su, zapravo, izabrali intelektualni diskurs kao jedinu mjeru stvari i sopstvene poetike i etike; bio je to energent subverzivnosti u razaranju folklorizovane i anticrnogorske svijesti, terora trivijalnog i zavijanja svakodnevnice u velove velikosrpske mitologije” (str.20).

Po Jovanovićevom tumačenju, 1990-ih se, u crnogorskoj književnosti desio radikalni zaokret, od poglavito „guslarskih osnova” ka postmoderni, što je u koleraciji s metamorfozama na crnogorskoj političkoj sceni:
- „U povijesnoj ravni, crnogorska postmoderna poklapa se sa paklenim jugoslovenskim raspadom, odnosno, sa epohom postkomunizma. Otvorena su sva pitanja i desio nam se kraj jedne istorijske kolotečine. Crnogorska postmoderna jeste kraj velikih priča i posebno velikih crnogorskih utopija. No, kada je riječ o Crnogorcima i guslarskim osnovama njihovog svijeta, ništa nije izvjesno; za ovdašnu je većinu još uvijek vrhunac ozarenja i književne znanosti kad čuju stih: ’Sablja mu se po kaldrmi vuče’!” (str.21).

Autori koji su delovali na paradigmi „crnogorskog književnog urbaniteta”, a ona je obuhvatala pisanje na crnogorskom jeziku kao temeljnoj komponenti nacionalnog samoodržanja, po Jovanovićevom tumačenju su dali nemjerljiv doprinos modernizovanju crnogorske kulturološke a potom i političke svesti:
- „Napravljen je državotvorni i književni otklon od tragičnh crnogorskih romantizama; to jeste najbitnija nacionalna tekovina na prijelazu milenija — prijelomni čin. Nosioci ove reformske strategije bili su pisci, zajedno sa velikim dijelom crnogorske intelektualne i, kasnije, većeg dijela političke elite. Upravo tu se dešavao crnogorski postkomunistički i postistorijski pogled na sopstvenu sudbinu… Crnogorci, zapravo, kao da su prvi put imali energije da, uprkos anticrnogorskoj torturi, nađu energiju, ne samo za ono što neće, već upravo, za ono što hoće. Bila je to posljednja, ali ovoga puta unutrašnja, revolucija nade — koja je za svoju matricu imala emancipovanu, urbanu viziju Crne Gore, viziju do koje će se doći knjigom a ne bratoubilačkim ratom” (str.41-42).

## O crnogorskom jeziku
U poglavlju „Crnogorski jezik između javne neupotrebe i književne ekspanzije: Paradoksi unitarnih filoloških koncepcija” razmatra Borislav Jovanović pitanja negiranja, potcenjivanja i ignorisanja crnogorskog jezika:
- „Na crnogorski jezik još se gleda kao na nekakav jezički diluvilijal, na varijante i podvarijante, provincijalizme, crnogorizme — sve u skladu s unitarnim i asimilatorskim filološkim koncepcijama. Međutim, crnogorski jezik, uprkos zatiranju, nije potrošen, ponajmanje je izumro jezik. Naprotiv, riječ je o holosteričnom, živom jeziku. Pretekao je sve što mu se dešavalo posljednjih sto godina. I to ponajprije govori o njegovom živom biću. O povijesnom utemeljenju u svojoj strukturi. Nije nestala njegova fonološka, morfološko-sintaksička, ortografska bitnost i individualnost. Ono što nije sačuvano u živom govoru (a jeste skoro sve) sačuvano je u knjigama… Živa jezička praksa u Crnoj Gori ima sva obilježja povratka izvorne ijekavice što je organski fundament crnogorskog jezika. Riječ je o izvornim znacima jednog jezka koji odudaraju od strategije nazvane ’srpski jezik ijekavskog izgovora’. Kod ovovremenih jezičkih ’čistunaca’ i nalogodavaca u prvom planu je zamjena, upravo izvorne crnogorske ijekavice, sa onim refleksima, oblicima (dubletima) koji će značiti njeno sistematsko selektiranje, čišćenje i kroćenje. To je prevođenje jednog jezičkog duha u drugi... Crnogorski pisci su održali crnogorski jezik, dali mu i daju osporavani naučni i nacionalni legitimitet. Tako crnogorski jezik nije ostao bez svoga zavičaja; njegova književna upotreba postala je i njegova najeminentnija citadela. Svoju maternju memoriju sačuvao je crnogorski jezik upravo na stranicama pisane i usmene književnosti. Što je više sabijan, crnogorski jezik se više odazivao a crnogorski pisci su vjerovali u nerazorivu, entelehijsku moć, svog maternjeg jezika” (str.301-305).

Dve godine od štampanja „Crnogorskog književnog urbaniteta” (2005), crnogorski jezik, Ustavom Crne Gore (2007), postao je službeni jezik.

## Zastupljeni autori
„Crnogorski književni urbanitet” donosi, pored ostalih, prikaze knjiga proze autora Sretena Asanovića, Jevrema Brkovića, Zuvdije Hodžića, Novaka Kilibarde, Andreja Nikolaidisa, Dragana Radulovića, Čeda Vulevića, Momčila Zekovića i Ognjena Spahića, zatim prikaze knjiga poezije autora Branka Banjevića, Pavla Goranovića, Ljubete Labovića, Mladena Lompara, Sretena Perovića, Vojislava Vulanovića, Jovaša Stanišića, prikaze drama Ljubomira Đurkovića,Mirka Kovača i Radmile Vojvodić, prikaze knjiga iz istoriografije dr. Živka Andrijaševića, dr. Danila Radojevića, dr. Manje Radulović-Vulić, dr. Radoslava Rotkovića, prikaze knjiga eseja dr. Todora Bakovića, dr. Čedomira Bogićevića, Rajka Cerovića, Čedomira Draškovića, Veljka Radovića, Sretena Zekovića, te dela o crnogorskom jeziku dr. Vojislava Nikčevića, Branka Šoća i Žarka L. Đurovića...
Tematski je „Crnogorski književni urbanitet” Borislava Jovanovića nastavak njegove knjige „Libroskopija” iz 2002. godine.

## Literatura
- Borislav Jovanović „Crnogorski kniževni urbanitet:Nacionalna literatura na prijelazu milenija — eseji, prikazi, članci”, Centralna narodna biblioteka „Đurađ Crnojević”, Cetinje, 2005, str.324,  978-86-7079-087-2